# Phoeniculus
Phoeniculus é um género de aves da família Phoeniculidae, vulgarmente conhecidas como zombeteiros. 
Este género contém as seguintes seis espécies: 
- Zombeteiro-de-cabeça-branca, Phoeniculus bollei
- Zombeteiro-de-cabeça-castanha, Phoeniculus castaneiceps
- Zombeteiro-da-damaralândia, Phoeniculus damarensis
- Zombeteiro-de-bico-preto, Phoeniculus somaliensis
- Phoeniculus granti, ou zombeteiro-do-quénia
- Zombeteiro-de-bico-vermelho, Phoeniculus purpureus